# Norvela Forster
Pour les articles homonymes, voir Forster.
Norvela Felicia Forster, née le 25 juillet 1931 à Gillingham et morte le 30 avril 1993, est une femme politique britannique.
Membre du Parti conservateur, elle siège au Parlement européen de 1979 à 1984.